# Акварель (фильм)
«Акварель» (груз. აკვარელი) — дебютный короткометражный художественный фильм режиссёра Отара Иоселиани по мотивам рассказа А. С. Грина.

## Сюжет
Бедные супруги во время ссоры случайно видят картину, на которой изображён их дом, и изменяют своё отношение к нему. В конце семья позирует художнику. 
«Это моя первая учебная работа, по мотивам рассказа А. С. Грина. Сюжет: бедная семья: муж — пьяница, жена — прачка. Он тратит последние заработанные женой крохи на выпивку. И вдруг видят они картину, писанную акварелью, на которой изображен их ветхий домик. И дом на картине выглядит уютным и приветливым, а не таким унылым, каким они его себе представляли. И печаль охватывает их», - вспоминал сам Иоселиани.

## В ролях
- Софико Чиаурели — жена
- Геннадий Крашенниников — муж